# بريوم بركاني
بريوم بركاني (الاسم العلمي:Bryum vulcanicum) هي نوع من النباتات يتبع جنس البريوم من الفصيلة البريوية.